# Palaemonetes texanus
Palaemonetes texanus är en kräftdjursart som beskrevs av Strenth 1976. Palaemonetes texanus ingår i släktet Palaemonetes och familjen Palaemonidae. Inga underarter finns listade i Catalogue of Life.